# Open Tarragona Costa Daurada 2008
L'Open Tarragona Costa Daurada 2008 è stato un torneo di tennis facente parte della categoria ATP Challenger Series nell'ambito dell'ATP Challenger Series 2008. Il torneo si è giocato a Tarragona in Spagna dal 29 settembre al 5 ottobre 2008 su campi in terra rossa e aveva un montepremi di €42 500+H.

## Vincitori

### Singolare
Alberto Martín ha battuto in finale  Simon Greul con il punteggio di 6(5)–7, 6–4, 6–4

### Doppio
Dusan Karol /  Daniel Köllerer hanno battuto in finale  Marc Fornell-Mestres /  Marc López con il punteggio di 6–2, 6–2